# Ciranda
Ciranda es un tipo de danza y música de Pernambuco. Es originaria de la región del Nordeste de Brasil, para ser más preciso de Itamaracá. Se cree que fue creada por las mujeres de los pescadores que cantaban y bailaban esperando que volvieran del mar. Se caracteriza por la formación de una gran ronda, generalmente en las playas y en las plazas, donde los integrantes bailan al son de un ritmo lento y repetido.

## Música

Lia de Itamaraca, uma das mais famosas Cirandeiras no festival de música mundial Horizonte 2023 em Koblenz (Alemanha)

El ritmo es cuaternario compuesto, lento, con un compás bien marcado por el toque fuerte de la zabumba, y acompañado por el tarol, ganzá o maraca. Se utilizan básicamente instrumentos de percusión, cuyo sonido es seguido por el movimiento de los "ciranderos".

## Danza
En la marcación de la zabumba, los ciranderos pisan fuerte con el pie izquierdo al frente. En un movimiento hacia la derecha de la ronda de ciranda, los bailarines dan dos pasos para atrás y dos pasos para adelante, siempre marcando el compás con el pie izquierdo al frente. Los pasos pueden ser sencillos o coreografiados. Las coreografías, cuando las hay, son individuales. El bailarín puede aumentar el número de pasos para hacer coreografías con las manos y el cuerpo, siempre manteniendo la marcación del compás con el pie izquierdo al frente.

## Letra
Las letras de las cirandas pueden ser improvisadas o ya conocidas. Suelen tener melodías simples y normalmente con estribillo, para facilitar el acompañamiento, y la entonación del maestro cirandero, acompañada por los músicos y los bailarines.
1. 1 2  Danças brasileiras: Ciranda
2. ↑  Pernambucobeat - O que é Ciranda
3. ↑  Danças folclóricas: Ciranda